# Гудньюс-Бей (Аляска)
Гудньюс-Бей (англ. Goodnews Bay) — місто (англ. city) в США, в окрузі Бетел штату Аляска. Населення — 258 осіб (2020).

## Географія
Гудньюс-Бей розташований за координатами 59°7′43″ пн. ш. 161°34′32″ зх. д. / 59.12861° пн. ш. 161.57556° зх. д. (59.128713, -161.575656).  За даними Бюро перепису населення США в 2010 році місто мало площу 9,65 км², уся площа — суходіл. В 2017 році площа становила 8,63 км², уся площа — суходіл.

### Клімат
Місто знаходиться у зоні, котра характеризується континентальним субарктичним кліматом.
| Клімат Гудньюс-Бея      | Клімат Гудньюс-Бея | Клімат Гудньюс-Бея | Клімат Гудньюс-Бея | Клімат Гудньюс-Бея | Клімат Гудньюс-Бея | Клімат Гудньюс-Бея | Клімат Гудньюс-Бея | Клімат Гудньюс-Бея | Клімат Гудньюс-Бея | Клімат Гудньюс-Бея | Клімат Гудньюс-Бея | Клімат Гудньюс-Бея | Клімат Гудньюс-Бея |
| Показник                | Січ.               | Лют.               | Бер.               | Квіт.              | Трав.              | Черв.              | Лип.               | Серп.              | Вер.               | Жовт.              | Лист.              | Груд.              | Рік                |
| Абсолютний максимум, °C | 11,1               | 8,3                | 11,7               | 17,8               | 26,1               | 27,8               | 22,8               | 20                 | 17,2               | 8,9                | 6,7                | 27,8               | 27,8               |
| Середній максимум, °C   | −6,3               | −6,1               | −2,9               | 0,4                | 7                  | 11,8               | 14,2               | 13,6               | 11                 | 4,4                | −1,1               | −7                 | 3,2                |
| Середня температура, °C | −10                | −9,9               | −6,2               | −3,1               | 3,8                | 8,4                | 10,9               | 10,9               | 7,8                | 1,3                | −4,1               | −10,5              | −0,2               |
| Середній мінімум, °C    | −13,8              | −13,8              | −10,3              | −6,6               | 0,5                | 4,9                | 7,6                | 8,2                | 4,7                | −1,7               | −7,1               | −14,1              | −3,6               |
| Абсолютний мінімум, °C  | −33,3              | −33,9              | −23,9              | −12,8              | −0,6               | 0                  | 0                  | −5,6               | −14,4              | −26,1              | −33,9              | −33,9              | −33,9              |
| Норма опадів, мм        | 25                 | 32                 | 35                 | 30                 | 34                 | 36                 | 59                 | 119                | 100                | 62                 | 41                 | 35                 | 607                |
| Днів з опадами          | 9                  | 10                 | 10                 | 10                 | 11                 | 11                 | 13                 | 19                 | 18                 | 14                 | 10                 | 9                  | 144                |
| ----------------------- | ------------------ | ------------------ | ------------------ | ------------------ | ------------------ | ------------------ | ------------------ | ------------------ | ------------------ | ------------------ | ------------------ | ------------------ | ------------------ |
| Джерело: Weatherbase    |                    |                    |                    |                    |                    |                    |                    |                    |                    |                    |                    |                    |                    |

## Демографія
Згідно з переписом 2010 року, у місті мешкали 243 особи в 76 домогосподарствах у складі 53 родин. Густота населення становила 25 осіб/км².  Було 82 помешкання (9/км²).
Расовий склад населення:
| - 94,7 % — корінних американців - 4,5 % — білих |

До двох чи більше рас належало 0,8 %. Частка іспаномовних становила 0,4 % від усіх жителів.
За віковим діапазоном населення розподілялося таким чином: 32,9 % — особи молодші 18 років, 60,5 % — особи у віці 18—64 років, 6,6 % — особи у віці 65 років та старші. Медіана віку мешканця становила 26,8 року. На 100 осіб жіночої статі у місті припадало 125,0 чоловіків;  на 100 жінок у віці від 18 років та старших — 123,3 чоловіків також старших 18 років.
Середній дохід на одне домашнє господарство  становив 47 500 доларів США (медіана — 30 313), а середній дохід на одну сім'ю — 58 407 доларів (медіана — 38 750). За межею бідності перебувало 36,2 % осіб, у тому числі 42,9 % дітей у віці до 18 років та 0,0 % осіб у віці 65 років та старших.
Цивільне працевлаштоване населення становило 53 особи. Основні галузі зайнятості: публічна адміністрація — 41,5 %, транспорт — 15,1 %, освіта, охорона здоров'я та соціальна допомога — 13,2 %.